# Annona cordifolia
Annona cordifolia este o specie de plante angiosperme din genul Annona, familia Annonaceae. A fost descrisă pentru prima dată de Szyszyl., și a primit numele actual de la Robert Elias Fries. Conform Catalogue of Life specia Annona cordifolia nu are subspecii cunoscute.